# Cârtița (film din 2006)
Cârtița (în engleză The Departed) este un thriller american din 2006 - remake al filmului Infernal Affairs o producție Hong Kong 2002. Cârtița a fost regizat de Martin Scorsese, produs de Brad Pitt, Brad Grey, Graham King, scris de William Monahan iar din distribuție fac parte Leonardo DiCaprio, Matt Damon, Jack Nicholson, Martin Sheen, Alec Baldwin, Mark Wahlberg și Ray Winstone. Filmul a câștigat patru premii Oscar la cea de-a 79-a ediție de decernare a premiilor dintre care Premiul Oscar pentru cel mai bun film și Premiul Oscar pentru cel mai bun regizor.
Cârtița a fost un film foarte așteptat, care a impresionat publicul. Cu o distribuție de multe staruri și o coloană sonoră foarte îndrăgită, cu muzica anilor 1970 și 1980, este un thriller inteligent de mare audiență.
Acțiunea filmului are loc în Boston, Massachusetts unde notoriul șef mafiot irlandez Francis "Frank" Costello îl are ca informator pe Colin Sullivan în Poliția Statală din Massachusetts. În același timp polițistul Billy Costigan Jr. primește misiunea de a se infiltra în banda lui Costello. Când ambele părți își dau seama de situație fiecare dintre cei doi oameni încearcă să descopere "cârtița" înainte de a fi la rândul lor depistați.

## Intriga
Filmul începe în South Boston și Charlestown, unde șeful mafiot irlandez Francis Frank Costello (Nicholson) îl ia sub aripa sa pe un tânăr băiat din cartier numit Colin Sullivan (Conor Donovan), care astfel intră în lumea interlopă a lui Costello de la o vârstă fragedă. Ani mai târziu, Sullivan (jucat acum de Matt Damon) devine polițist în Poliția Statală di Massachusetts. Sullivan, care se face repede remarcat, este trimis la Unitatea de Investigații Speciale (SIU) a Poliției de către șeful SIU, Căpitanul Oliver Queenan (Sheen) și de către Sergentul Sean Dignam (Wahlberg). Cu toate acestea intenția lui Sullivan este de a oferi totodată informații lui Costello din interiorul Poliției.

## Distribuție
- Leonardo DiCaprio - William "Billy" Costigan Jr. ; polițist sub acoperire
- Matt Damon - Sergent Colin Sullivan ; informatorul lui Costello în SIU
- Jack Nicholson - Francis "Frank" Costello ; șeful mafiei Irlandeze din Boston
- Mark Wahlberg - Sergent Sean Dignam ; al doilea șef al unității sub acoperire
- Martin Sheen - Căpitan Oliver Charles Queenan ; șef al unității sub acoperire
- Vera Farmiga - Dr. Madolyn Madden ; psihiatră și iubita lui Billy cât și a lui Colin
- Ray Winstone - Arnold French ; "mâna dreaptă" a lui Costello
- Alec Baldwin - Căpitan George Ellerby ; șef al SIU